# Ашил Емана
Ашил Емана (5. јун 1982) камерунски је фудбалер.

## Каријера
Током каријере играо је за Тулузу, Реал Бетис, Ал и многе друге клубове.

## Репрезентација
За репрезентацију Камеруна дебитовао је 2003. године, наступао и на Светском првенству 2010. године. За национални тим одиграо је 41 утакмица и постигао 6 голова.

## Статистика
| Камерун | Камерун | Камерун |
| Год.    | Ута.    | Гол.    |
| ------- | ------- | ------- |
| 2003    | 3       | 0       |
| 2004    | 2       | 0       |
| 2005    | 1       | 0       |
| 2006    | 2       | 0       |
| 2007    | 1       | 0       |
| 2008    | 11      | 2       |
| 2009    | 6       | 2       |
| 2010    | 10      | 1       |
| 2011    | 1       | 0       |
| 2012    | 3       | 1       |
| 2013    | 1       | 0       |
| Укупно  | 41      | 6       |